# 三遊亭圓満
三遊亭 圓満（さんゆうてい えんまん）は、落語家の名。過去に2人ほど確認されている。
- 三遊亭圓満 - 本項にて詳述。
- 橘家圓満 - 4代目橘家圓蔵の門下で1921年に才蔵から圓満になった人物がいる。
- 橘ノ圓満 - 当代。

三遊亭 圓満（さんゆうてい えんまん、生没年不詳）は、落語家。本名は飯田米太郎。
- 1900年、2代目三遊亭圓遊の門下で三遊亭小遊治を名乗る。
- 大正の初めころに2代目三遊亭金馬の門下で三遊亭圓満。
- 1917年？、家庭圓満の洒落で嘉亭圓満と改名した。
- 1920年
  - 4月、4代目橘家圓蔵の門下で橘家小圓蔵となる。
  - 9月、真打昇進。関東大震災辺りから名前も見えなくなり12、3ほど引退していたらしい。
- 昭和の極初め、ふたたび三遊亭圓満となった。
- 掃墓家の高野金太郎の調査によると菩堤寺に墓が存在するが命日は不明。
- 妻は下座でおぎんさん。
  - お囃子の名手だったと言う。